# توزيع تبايني
التوزيع التبايني (>< التوزيع التكاملي) في علوم اللغة، أن يشترك الحرفان (أو الكلمتان) في الموضع ويتباينا في المعنى.